# November 2015
Portal Geschichte | Portal Biografien | Aktuelle Ereignisse | Jahreskalender | Tagesartikel

◄ |
20. Jahrhundert |
21. Jahrhundert

◄ |
1980er |
1990er |
2000er |
2010er
| 2020er | 2030er | 2040er

◄ |
2011 |
2012 |
2013 |
2014 |
2015
| 2016 | 2017 | 2018 | 2019 | ►

◄ |
August 2015 |
September 2015 |
Oktober 2015 |
November 2015 |
Dezember 2015 |
Januar 2016 |
Februar 2016 |
►
Dieser Artikel behandelt tagesbezogene Nachrichten und Ereignisse im November 2015.

## Tagesgeschehen

### Sonntag, 1. November 2015

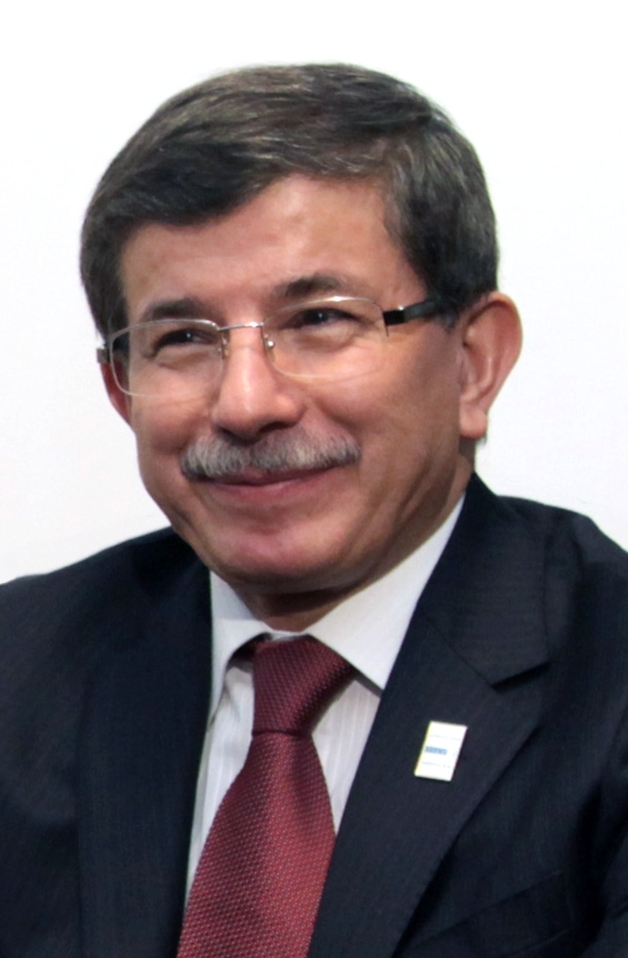
Ahmet Davutoğlu

- Ankara/Türkei: Bei den vorgezogenen Parlamentswahlen in der Türkei kann die Partei für Gerechtigkeit und Aufschwung (AKP) mit Ahmet Davutoğlu und die vom heutigen Staatspräsidenten Recep Tayyip Erdoğan gegründet wurde, die absolute Mehrheit der Parlamentsmandate zurückerobern. Zweitstärkste Kraft wird die kemalistisch-linke Republikanische Volkspartei (CHP). Knapp die 10-Prozent-Sperrklausel überwinden können die rechtsextreme Partei der Nationalistischen Bewegung (MHP) und die prokurdische Demokratische Partei der Völker (HDP), die beide massiv Wähler an die AKP verlieren. Nach Bekanntgabe der Ergebnisse kommt es in der Kurdenhochburg Diyarbakır im Südosten des Landes zu gewalttätigen Zusammenstößen zwischen Demonstranten und Sicherheitskräften.[1]
- Baku/Aserbaidschan: Die Regierungspartei Neues Aserbaidschan des amtierenden Präsidenten İlham Əliyev gewinnt die Mehrheit der Mandate bei den Parlamentswahlen. Nahezu alle anderen Mandate gehen an eine Schar kleinere Parteien und unabhängige Kandidaten, die der Regierungspartei nahestehen. Die wichtigsten Oppositionsparteien boykottieren die Wahl.[2]
- Berlin/Deutschland: Der Ministerpräsident von Sachsen Stanislaw Tillich (CDU) tritt sein Amt als Präsident des Bundesrates an.[3]
- Dublin/Irland: In dem Land mit katholischer Bevölkerungsmehrheit können ab sofort gleichgeschlechtliche Ehen geschlossen werden. Vor fünf Monaten votierten die irischen Stimmberechtigten in einem Referendum für die Verankerung der „Ehe für alle“ in der Verfassung.[4]
- Mogadischu/Somalia: Bei einem Terrorangriff der islamistischen Al-Shabaab-Miliz auf das Hotel Sahafi werden 15 Menschen getötet. Unter den Toten soll sich auch der ehemalige Militärsprecher General Abdikarim Yousuf Dhaga Badan befinden, der für die Offensive der Armee gegen die Al-Shabaab im Jahr 2011 verantwortlich gewesen sein soll.[5]

### Montag, 2. November 2015
- Shanghai/China: Die Volksrepublik China präsentiert offiziell das zweistrahlige Passagierflugzeug Comac C919.[6]
- Sydney/Australien: Australien schafft das Adelsprädikat Ritter beim Order of Australia ab. Ministerpräsident Malcolm Turnbull bezeichnet die Auszeichnung als anachronistisch und altmodisch und korrigiert damit eine Entscheidung seines Vorgängers.[7]
- Wien/Österreich: Bei der 16. Verleihung des Nestroy-Theaterpreises werden Elisabeth Orth als beste Schauspielerin und Martin Wuttke als bester Schauspieler ausgezeichnet.

### Dienstag, 3. November 2015
- Al-Mukalla/Jemen: Zum ersten Mal seit Beginn der Wetteraufzeichnungen erreicht mit Chapala ein Zyklon die Arabische Halbinsel auf dem Staatsgebiet des Jemen. Bereits zuvor ist Chapala als der heftigste Zyklon im Golf von Aden klassifiziert worden. Kräftige Niederschläge, deren Mengen in zwei Tagen sonst die im Zeitraum von sieben Jahren erreicht, führen zu schweren Überschwemmungen. Die vorgelagerte Inselgruppe Sokotra wird besonders hart getroffen. Nach Angaben aus jemenitischen Regierungskreisen kommen mindestens acht Personen durch den Wirbelsturm ums Leben.[8] In Puntland, einer autonomen Region von Somalia, richtet der Wirbelsturm ebenfalls schwere Zerstörungen an der Infrastruktur an. Todesfälle werden dort jedoch keine gemeldet.[9]
- Frankfort/Vereinigte Staaten: Der Republikaner Matt Bevin wird mit rund 52 % der Stimmen zum neuen Gouverneur von Kentucky gewählt.[10]
- Frankfurt am Main/Deutschland: Die Staatsanwaltschaft Frankfurt am Main nimmt im Zusammenhang mit der Vergabe der Fußball-Weltmeisterschaft 2006 und dem Geldtransfer von 6,7 Millionen Euro des WM-Organisationskomitees des Deutschen Fußball-Bundes (DFB) an den Fußballweltverband FIFA Ermittlungen wegen des Verdachts der Steuerhinterziehung in einem besonders schweren Fall auf.[11]
- Jackson/Vereinigte Staaten: Phil Bryant von den Republikanern wird mit 67,3 Prozent der Wählerstimmen für eine zweite Amtszeit als Gouverneur von Mississippi bestätigt.[12]

### Mittwoch, 4. November 2015
- Belmopan/Belize: Bei den Wahlen zum Repräsentantenhaus gewinnt die Vereinigte Demokratische Partei (UDP) von Premierminister Dean Barrow die Mehrheit der Parlamentssitze. Stärkste Oppositionskraft wird die Vereinigte Volkspartei (PUP).[13]
- Bukarest/Rumänien: Die rumänische Regierung unter Ministerpräsident Victor Ponta erklärt infolge der Brandkatastrophe von Bukarest vom 30. Oktober ihren Rücktritt.[14]
- Juba/Südsudan: Beim Absturz eines russischen Frachtflugzeuges des Typs Antonow An-12 unmittelbar nach dessen Start in der südsudanesischen Hauptstadt sterben mindestens 36 Personen. In Afrika nehmen Frachtmaschinen häufig Passagiere mit. Ob es auch an der Absturzstelle am Boden, einer Insel im Weißen Nil, Opfer gibt, ist unklar.[15]
- Malé/Malediven: Nach dem Fund von Sprengsätzen in der Hauptmoschee und nahe dem Präsidentenpalast in der maledivischen Hauptstadt verhängt Präsident Abdulla Yameen den Ausnahmezustand über die Inselrepublik.[16]
- Ottawa/Kanada: Zwei Wochen nach deren Wahlsieg wird die neue liberale Regierung von Justin Trudeau vereidigt.[17]
- Taipeh/Taiwan: Nach der Einladung durch China zu einem ersten Treffen zwischen den Präsidenten beider Staaten seit 66 Jahren demonstrieren viele Taiwaner aus Angst vor einer weiteren Annäherung vor dem Parlament in Taipeh, weil sie einen Ausverkauf an die Kommunisten fürchten, die ihrerseits immer wieder mit Krieg drohen. Mit der Einladung vollzieht die chinesische Führung eine Kehrtwende ihrer Politik. Die bisherige Verweigerung direkter Treffen geschah vor dem Hintergrund, die Regierung der Republik China in Taipeh damit nicht zu legitimieren. In China gilt Taiwan als abtrünnige Provinz.[18]

### Donnerstag, 5. November 2015
- Belo Horizonte/Brasilien: In einem der Eisenerz-Bergwerke des Unternehmens Samarco Mineração, ein Joint-Venture von BHP Billiton und Vale, wird nach dem Dammbruch bei einem Rückhaltebecken nahe Mariana im Süden des brasilianischen Bundesstaates Minas Gerais durch eine Schlammlawine ein Großteil der Ortschaft Bento Rodriguez zerstört. Dabei kommen 17 Bewohner ums Leben, 20 werden vermisst und mindestens 70 verletzt.[19] Die Schlammlawine umfasst etwa 62 Millionen Kubikmeter und besteht aus einem Gemisch aus Arsen, Aluminium, Blei, Kupfer und Quecksilber, wie auch die UNO bestätigt. In der Folge erreicht sie nach 600 Kilometern das Meer und zerstört eine Fläche von etwa 80.000 Quadratkilometer.[20]
- Bukarest/Rumänien: Nach dem Rücktritt des Regierungschefs Victor Ponta ernennt Präsident Klaus Johannis den bisherigen Bildungsminister Sorin Cîmpeanu zum neuen kommissarischen Premier.[21]

### Freitag, 6. November 2015
- Bagdad/Irak: Der Ausbruch der Cholera westlich von Bagdad im September führt bereits zu über 2200 Neuinfektionen sowie sechs Todesfällen und wird zur Bedrohung für die gesamte Region inklusive der Nachbarstaaten Syrien, Kuwait und Bahrain, da auch dort Infektionen verzeichnet werden und damit die Gefahr einer Epidemie besteht.[22]
- Berlin/Deutschland: Mit 360 Ja-, 233 Neinstimmen und neun Enthaltungen stimmt der Deutsche Bundestag gegen die geschäftsmäßige Förderung der Selbsttötung und stellt diese Suizidbeihilfe (Sterbehilfe) mittels eines neuen § 217 des Strafgesetzbuchs (StGB) unter Strafe.[23]
- Moskau/Russland: Präsident Wladimir Putin lässt alle Flüge nach Ägypten einstellen, nachdem sich Hinweise mehren, der Absturz von Kogalymavia-Flug 9268 Ende Oktober über der Sinai-Halbinsel sei auf einen Terroranschlag zurückzuführen. Damit sitzen Tausende russische Touristen in Ägypten fest. Zuvor hatten bereits britische und weitere westeuropäische Fluglinien ihre Verbindungen nach Scharm asch-Schaich eingestellt, sodass auch Tausende britische Urlauber in der Region festsitzen.[24]

### Samstag, 7. November 2015
- Freetown/Sierra Leone: Die Weltgesundheitsorganisation (WHO) erklärt die Ebolafieber-Epidemie im westafrikanischen Land für beendet, da dort in einem Zeitraum von über 42 Tagen keine weiteren Neuerkrankungen registriert worden sind.[25]

### Sonntag, 8. November 2015
- Basel/Schweiz: Der Roman Eins im Andern von Monique Schwitter gewinnt den Schweizer Buchpreis.[26]
- Naypyidaw/Myanmar: Bei den ersten freien Parlamentswahlen seit 25 Jahren siegt die Partei von Oppositionsführerin und Friedensnobelpreisträgerin Aung San Suu Kyi, die Nationale Liga für Demokratie (NLD). Diese erhält rund 70 Prozent der Parlamentsmandate, die für die parlamentarische Mehrheit aufgrund der für das Militär reservierten Mandate ausreichen. Die Regierungspartei Solidaritäts- und Entwicklungsvereinigung der Union (USDP) räumt ihre Niederlage ein.[27]
- Zagreb/Kroatien: Bei den Parlamentswahlen erringt die oppositionelle konservative Kroatische Demokratische Union (HDZ) unter Spitzenkandidat Tomislav Karamarko die meisten Mandate, verfehlt jedoch die absolute Mehrheit. Die bisher regierenden Sozialdemokraten (SDP) unter Zoran Milanović rangieren knapp hinter der HDZ. Überraschungssieger wird die erstmals angetretene und drittplatzierte Unabhängige Liste Most, die keinem der beiden politischen Lager zugerechnet wird.[28]

### Montag, 9. November 2015
- Barcelona/Spanien: Das Regionalparlament von Katalonien beschließt eine auf Katalanisch verfasste Resolution, die den Prozess einer dauerhaften und friedlichen Loslösung vom Mutterland Spanien in den kommenden 18 Monaten in Gang bringen soll. Spaniens Ministerpräsident Mariano Rajoy kündigt an, das Vorhaben vor dem Verfassungsgericht zu Fall zu bringen, da die spanische Verfassung die Unteilbarkeit der Nation festschreibt.[29]
- Frankfurt am Main/Deutschland: Im Zuge der Affäre um dubiose und nicht geklärte Geldflüsse um die Vergabe der Fußball-Weltmeisterschaft 2006 tritt der Präsident des Deutschen Fußball-Bundes (DFB), Wolfgang Niersbach, von seinem Amt zurück. Der Verband wird nun von den beiden Vizepräsidenten Rainer Koch und Reinhard Rauball kommissarisch geführt.[30]

### Dienstag, 10. November 2015
- Berlin/Deutschland: Die Selbstverwaltungsorgane der Ersatzkasse Barmer GEK und der Deutschen BKK mit Sitz in Wolfsburg stimmen der Fusion zu. Ihr gehören damit 9,4 Millionen Versicherte an. Die Deutsche BKK entstand erst 2003 aus der Volkswagen BKK und der Betriebskrankenkasse Post.[31]
- Darmstadt/Deutschland: Das deutsche Unternehmen Merck KGaA übernimmt für 13,1 Milliarden Euro den US-amerikanischen Laborausstatter Sigma-Aldrich.[32]
- Lissabon/Portugal: Die portugiesische Regierung des Kabinetts von Premierminister Pedro Passos Coelho wird durch ein Misstrauensvotum der Opposition gestürzt. Die Koalition zwischen der konservativen PSD und CPD-PP ging bei der letzten Parlamentswahl am 4. Oktober 2015 als stärkste Kraft hervor, verlor allerdings ihre absolute Mehrheit. 123 der insgesamt 230 Abgeordneten – alle Vertreter der sozialistischen PS, der grün-kommunistischen CDU und des marxistischen Linksblocks (BL) – stimmen für die Absetzung der Regierung.[33]
- New York/Vereinigte Staaten: Die Vereinten Nationen warnen vor der zunehmenden Gewalt und Morden an Oppositionellen im ostafrikanischen Burundi. Frankreich bringt einen Resolutionsentwurf in den Sicherheitsrat ein, in dem ein Ende der Kämpfe gefordert wird. Nach Angaben von Menschenrechtsorganisationen sind bei bisherigen Gewaltausbrüchen im Binnenstaat mindestens 240 Personen umgekommen.[34]

### Mittwoch, 11. November 2015
- Ljubljana/Slowenien: An der Schengen-Grenze zu Kroatien nahe der Stadt Brežice beginnen die slowenischen Streitkräfte, die bisher Grüne Grenze vorübergehend mit Maschendraht zu sichern. Damit soll der Flüchtlingsstrom kontrolliert zu den Grenzübergängen geführt werden. Premierminister Miro Cerar erklärt, die Maßnahmen seien erforderlich, um das ordnungsgemäße Funktionieren des Landes und die Sicherheit der Bürger zu gewährleisten sowie die Flüchtlinge zu schützen und ein humanitäres Desaster zu verhindern.[35][36]
- Madrid/Spanien: Das Verfassungsgericht gibt der Klage der spanischen Regierung gegen den Beschluss des katalanischen Regionalparlamentes zur Ausarbeitung einer katalanischen Verfassung statt.[37]
- Nagoya/Japan: Das japanische Regionalverkehrsflugzeug MRJ der Mitsubishi Aircraft Corporation absolviert seinen Erstflug vom Flughafen Nagoya aus.[38]
- Oslo/Norwegen: Aufgrund des stetig ansteigenden Flüchtlingszustroms am Grenzübergang Jakobselv zu Russland in der nordnorwegischen Kommune Sør-Varanger in Finnmark plant die norwegische Regierung ein Notstandsgesetz, mit der bestimmte Einwanderer leichter in die Russische Föderation abgeschoben werden können. Die sogenannte Arktis-Route gilt überdies für Flüchtlinge als gefährlich, da sie von Murmansk aus kommend nur per Fahrrad auf glatten Straßen nach Norwegen einreisen können.[39]

### Donnerstag, 12. November 2015
- Beirut/Libanon: Bei einem Doppelanschlag im überwiegend von Anhängern des syrischen Präsidenten Assad bewohnten Viertel im Süden der libanesischen Hauptstadt, einer Hochburg der Schiitenpartei Hisbollah, kommen laut Angaben dortiger Gesundheitskreise mindestens 43 Personen ums Leben, über 200 werden verletzt. Als Drahtzieher der Selbstmordattentate bekennt sich die kriminelle Organisation Islamischer Staat.[40]
- Stockholm/Schweden: Während der Flüchtlingskrise und dem nicht abflauendem Zustrom von Migranten setzt das multikulturell geprägte Schweden vorübergehend Grenzkontrollen besonders an den Fährterminals zu Deutschland und Dänemark sowie der Öresund-Brücke ein. Innenminister Anders Ygeman begründet dies mit einer Gefahr für die öffentliche Ordnung. Damit hängen insbesondere Flüchtlinge ohne Papiere, die nach Schweden weiterreisen wollen, in Dänemark und Norddeutschland fest.[41][42]

### Freitag, 13. November 2015
- Derna/Libyen: Die US-Luftwaffe tötet bei einem Angriff durch F-15-Kampfflugzeuge den Führer der Terrormiliz Islamischer Staat in Libyen, den Iraker Wissam Najm Abd Zayd al Zubaydi, besser bekannt als Abu Nabil.[43][44]
- Nürtingen/Deutschland: Das deutsche Unternehmen Metabo wird an den japanischen Konzern Hitachi veräußert.[45]
- Paris/Frankreich: In der Hauptstadt Frankreichs kommt es am Abend zeitgleich zu einer Serie koordinierter Terroranschläge – an sieben verschiedenen Stellen der Stadt. Dabei kommt es zu Explosionen und Schießereien und einer Geiselnahme in der Bataclan-Konzerthalle. Es werden 132 Personen getötet, davon über 80 in der Konzerthalle. Weitere 350 Personen werden, zum Teil schwer, verletzt. Die kriminelle Organisation „Islamischer Staat“ in Syrien behauptet, die Anschläge durchgeführt zu haben.[46]
- Sindschar/Irak: Nach einer neuen Großoffensive teilen Kreise der kurdischen Autonomieregierung mit, es seien Peschmerga von allen Seiten nach Sindschar eingedrungen und es sei gelungen, zentrale Gebäude zu besetzen und die Stadt zurückzuerobern.[47]

### Samstag, 14. November 2015

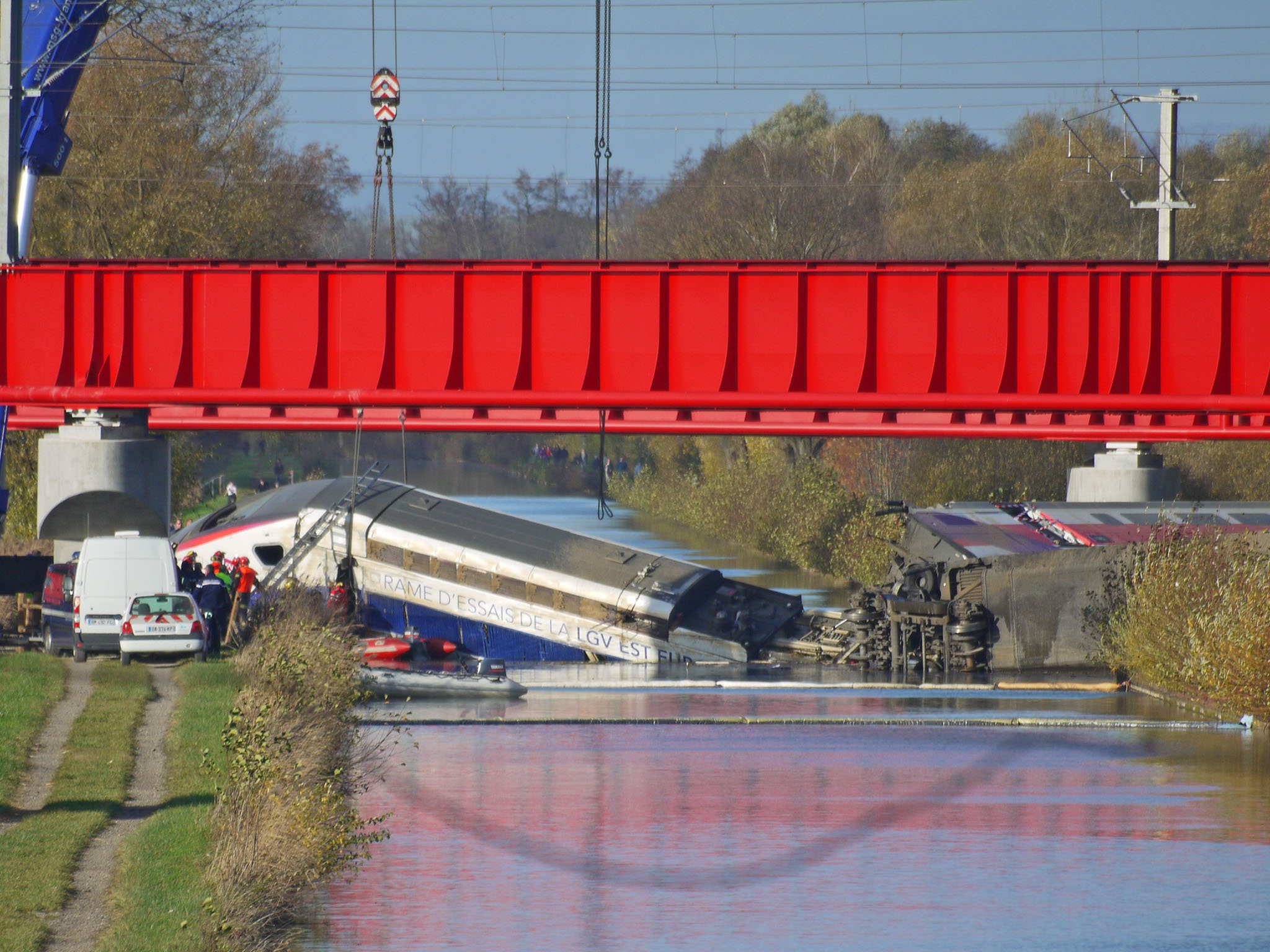
Bergungsarbeiten nach dem Entgleisen des TGV-Hochgeschwindigkeitszugs

- Stockholm/Schweden: Im Zuge eines Dopingskandals suspendiert der Weltleichtathletikverband (IAAF) den russischen Leichtathletikverband (ARAF) vorübergehend. Damit sind russische Leichtathleten bis auf Weiteres von allen internationalen Wettkämpfen ausgeschlossen.[48]
- Straßburg/Frankreich: Ein TGV-Hochgeschwindigkeitszug entgleist während einer Testfahrt auf einer Neubaustrecke im Elsass bei Eckwersheim nahe Straßburg und bricht auseinander, mehrere Wagen stürzen von einer Brücke in den Marne-Rhein-Kanal. Dabei kommen mindestens zehn Personen des mit etwa 50 Technikern besetzten Zuges ums Leben.[49][50]
- Wien/Österreich: Vertreter von 17 Ländern und dreier internationaler Organisationen, darunter der Vereinten Nationen und der Europäischen Union,[51] beraten bei einer Konferenz im Hotel Imperial zur Lösung des Syrien-Konflikts, aufbauend auf den Ergebnissen der Syrien-Konferenz vom 30. Oktober in Wien, über konkrete Schritte hin zu einem Waffenstillstand und zur Bildung einer Übergangsregierung.[52]

### Sonntag, 15. November 2015

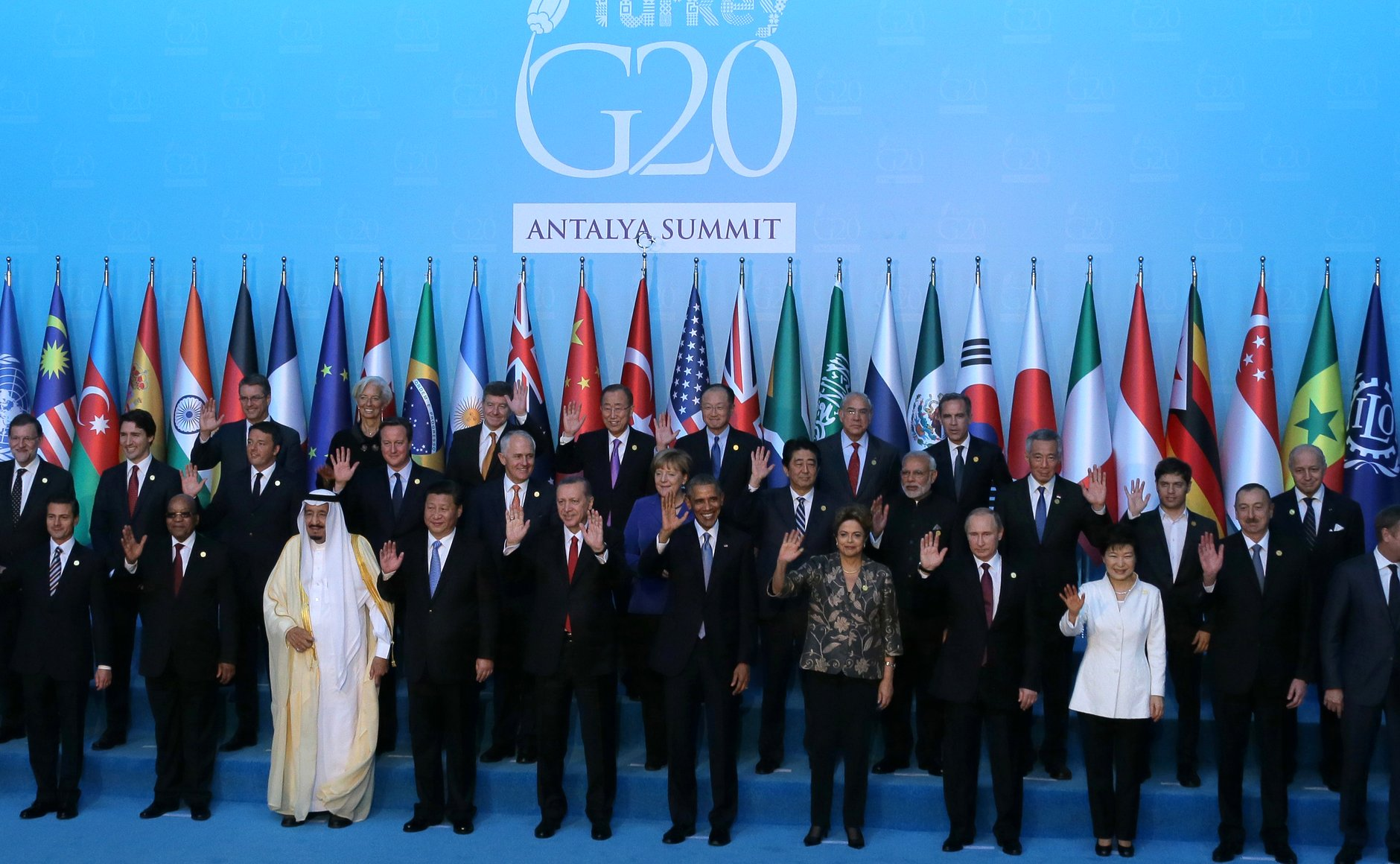
Staats- und Regierungschefs beim G20-Gipfel in der Türkei

- Antalya/Türkei: Das 10. Gipfeltreffen der Gruppe der zwanzig wichtigsten Industrie- und Schwellenländer (G20) im Badeort Belek bei Antalya wird mit einer Schweigeminute zum Gedenken der Opfer der Terroranschläge in Paris vor zwei Tagen eröffnet. Schwerpunkte der Gipfelthemen umfassen die Situation in Syrien, den Umgang mit der Flüchtlingskrise und ein gerechteres internationales Steuersystem.[53]

### Montag, 16. November 2015

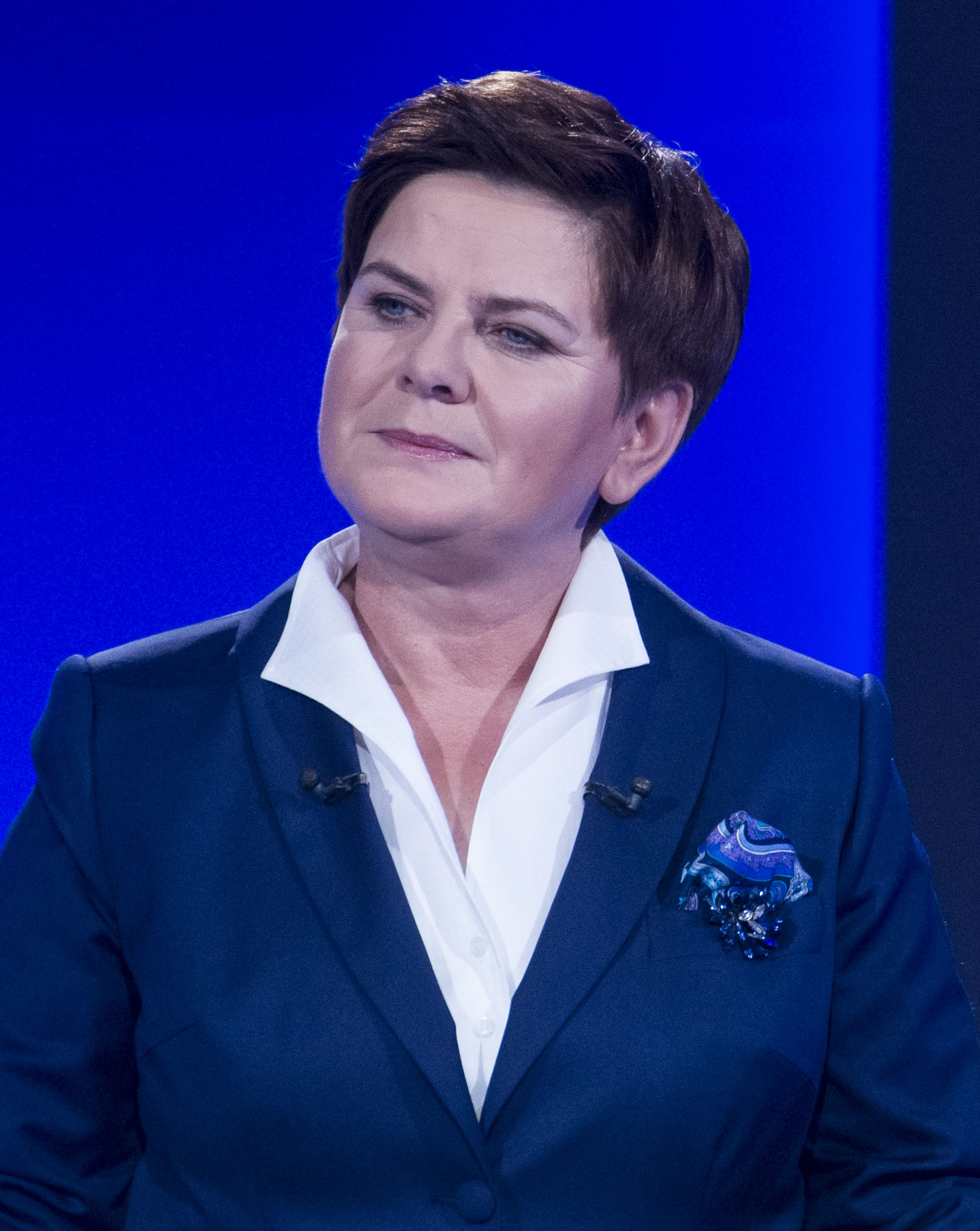
Beata Szydło

- Majuro/Marshallinseln: Bei den Parlamentswahlen gelingt es mehreren der Opposition nahestehenden Kandidaten, ein Mandat zu gewinnen.[54]
- Warschau/Polen: Der polnische Präsident Andrzej Duda vereidigt Beata Szydło (PiS) als neue Regierungschefin des Landes.[55]

### Dienstag, 17. November 2015
- Bukarest/Rumänien: Das rumänische Parlament wählt mit 389 von 547 anwesenden Parlamentariern Dacian Cioloș zum neuen Ministerpräsidenten.[56]
- Moskau/Russland: Nach Untersuchungen der Wrackteile schätzt der russische Geheimdienst FSB den Absturz von Kogalymavia-Flug 9268 über der ägyptischen Sinai-Halbinsel als Terroranschlag ein. Der Islamische Staat (IS) hatte das Attentat mit 224 Toten bereits zuvor für sich in Anspruch genommen.[57]
- Paris/Frankreich: Wegen der Terroranschläge in Paris vor vier Tagen bittet mit Frankreich erstmals in der Geschichte der Europäischen Union ein Mitglied auf Basis der Verträge (Artikel 42, Absatz 7) um Hilfe der übrigen Mitgliedsstaaten.[58]
- Patras/Griechenland: Ein Seebeben der Stärke 6,5 Mw mit dem Epizentrum 10 km westsüdwestlich von Nydri (Lefkada) und einer Tiefe von 11 km erschüttert Westgriechenland.[59] Bei dem Beben kommen mindestens zwei Personen ums Leben. Erdrutsche und aufgrissene Straßen führen zu Verkehrsbehinderungen.[60]
- Yola/Nigeria: Bei der Explosion einer Bombe in einer Menschenmenge im Stadtviertel Jimeta werden mindestens 30 Menschen getötet und über 80 verletzt. Der Anschlag wird der Terrorgruppe Boko Haram zugeschrieben, die in der Vergangenheit bereits mehrere Anschläge in dieser Region verübt hatte.[61]

### Mittwoch, 18. November 2015

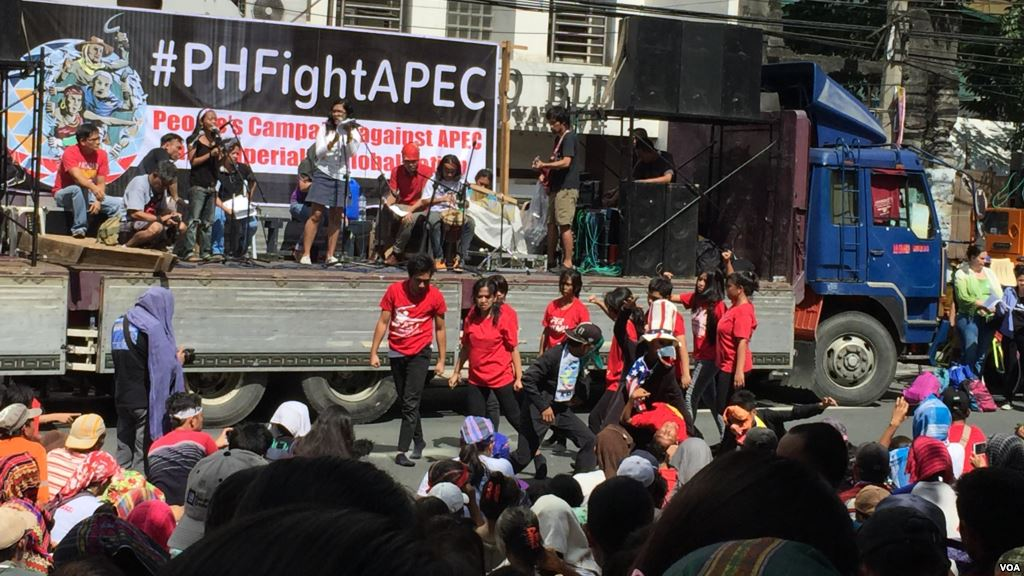
Protestveranstaltung anlässlich des APEC-Gipfels in Manila

- Kano/Nigeria: Mindestens 15 Menschen sterben bei einem Selbstmordanschlag zweier junger Mädchen, die in einem belebten Einkaufsviertel Sprengstoffgürtel zünden. Auch dieser Anschlag wird – wie eine Reihe von weiteren Anschlägen seit 2010 – der Terrorgruppe Boko Haram zugeschrieben.[62]
- Manila/Philippinen: Das 27. Gipfeltreffen der Asiatisch-Pazifischen Wirtschaftsgemeinschaft (APEC) wird in Manila eröffnet. Unter dem Motto „Eine inklusive Wirtschaft aufbauen und eine bessere Welt gestalten“ stehen die Integration der regionalen Wirtschaft, die Erschließung von Personalressourcen und nachhaltiges Wachstum auf dem Programm.[63]
- Saint-Denis/Frankreich: Bei einer Polizeiaktion wird mit dem IS-Terroristen Abdelhamid Abaaoud der Drahtzieher der Terroranschläge von Paris getötet.[64]
- Stuttgart/Deutschland: Das Verwaltungsgericht Stuttgart erklärt den Einsatz der Polizei während der Räumung des Stuttgarter Schlossgartens im Rahmen der Proteste gegen Stuttgart 21 im Herbst 2010 für rechtswidrig.[65]

### Donnerstag, 19. November 2015
- Neu-Delhi/Indien: Die meisten der 17.000 Beschäftigten der Zentralbank von Indien streiken für höhere Pensionszahlungen.[66]
- Orapa/Botswana: In der vom kanadischen Unternehmen Lucara Diamond Corp. betriebenen Karowe-Mine wird der mit 1111 Karat zweitgrößte Diamant der Welt entdeckt.[67]
- Silver Spring/Vereinigte Staaten: Die US-amerikanische Food and Drug Administration (FDA) hat erstmals ein genverändertes Tier als Lebensmittel zugelassen. Der Speisefisch mit dem Namen AquAdvantage Salmon wird von der US-Firma AquaBounty Technologies gezüchtet. Der transgene Lachs ist binnen 16 bis 18 Monaten ausgewachsen. Ohne Genveränderung dauert dies beim atlantischen Lachs 30 Monate. Das US-Unternehmen betreibt Aufzuchtstationen in Kanada und Panama.[68]

### Freitag, 20. November 2015
- Bamako/Mali: Bei einer Geiselnahme im 5-Sterne-Hotel Radisson Blu in der malischen Hauptstadt sterben mindestens 18 Menschen. Der algerische al-Qaida-Ableger Al-Mourabitoun bekennt sich zu dem Terroranschlag.[69]
- Damaskus/Syrien: Nach Angaben von Menschenrechtlern wird der syrische Softwareentwickler und Freie-Software-Aktivist Bassel Khartabil in seinem Heimatland zum Tode verurteilt.[70]
- Ürümqi/China: Es wird bekannt, dass chinesische Sicherheitskräfte 28 mutmaßliche Extremisten im Uigurischen Autonomen Gebiet Xinjiang getötet haben. Diese seien für einen Anschlag auf ein Kohlebergwerk im Gebiet Aksu am 16. September mit 16 Toten verantwortlich, der in chinesischen Medien unter Verschluss gehalten worden war.[71]

### Samstag, 21. November 2015
- Baton Rouge/Vereinigte Staaten: In Louisiana wird der Demokrat John Bel Edwards mit rund 55 Prozent der Stimmen zum neuen Gouverneur seines Bundesstaates gewählt.[72]
- Brüssel/Belgien: Belgien ruft wegen konkreter Hinweise auf ein geplantes Terrorattentat die höchste Warnstufe für Brüssel aus. Zunächst bis einschließlich Montag steht die Metro Brüssel still, Fußballspiele und Konzerte werden ausgesetzt und öffentliche Gebäude bleiben geschlossen. Mit Sturmgewehren bewaffnete Soldaten patrouillieren auf den Straßen, die Polizei führt Anti-Terror-Einsätze durch. Die höchste Warnstufe wurde nach Aussage des Radiosenders RTBF zuletzt beim Anschlag auf das Jüdische Museum von Belgien 2014 ausgerufen.[73][74]

### Sonntag, 22. November 2015

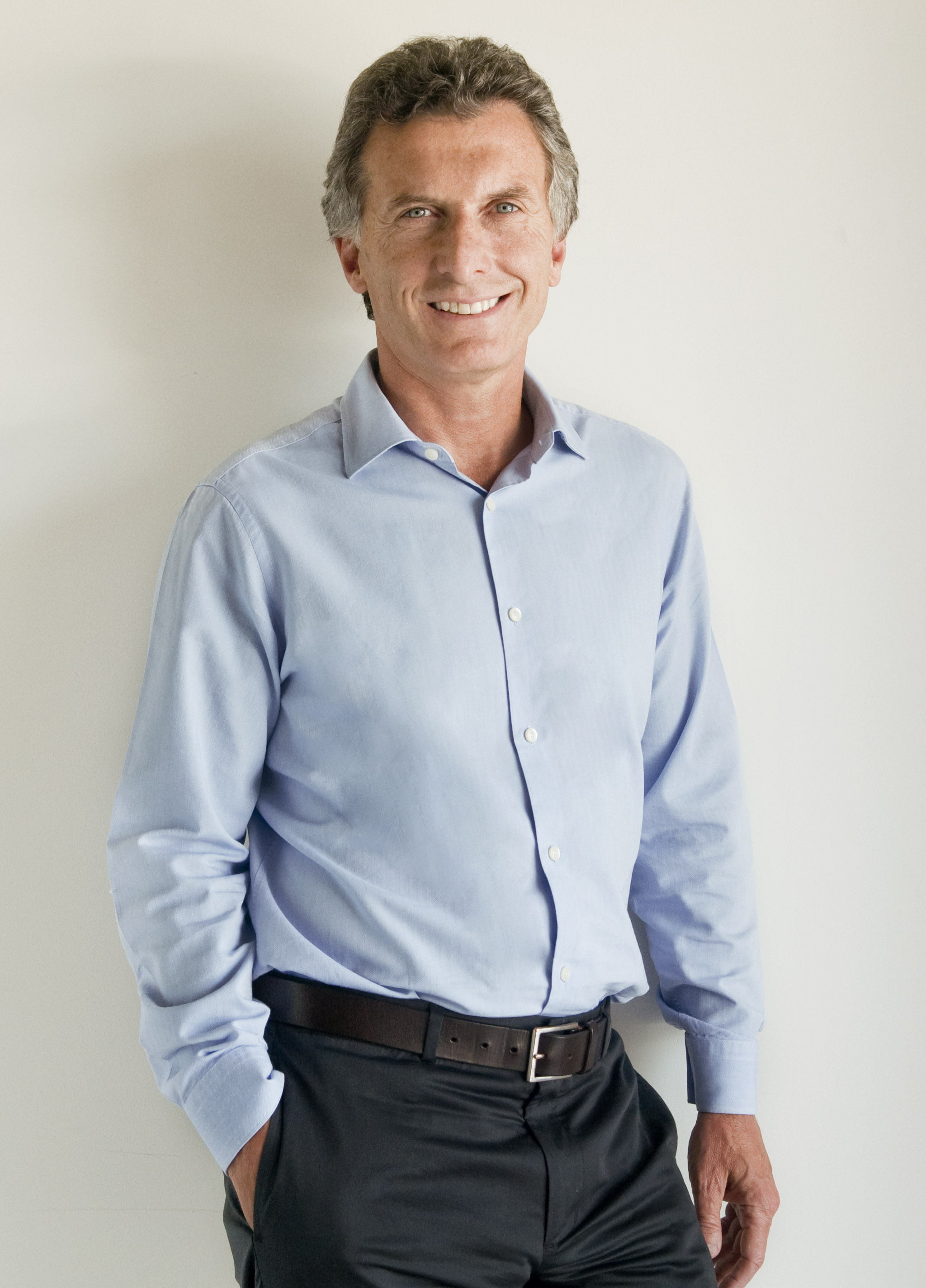
Mauricio Macri

- Buenos Aires/Argentinien: Die Stichwahl zwischen Daniel Scioli und Mauricio Macri um das Amt des Staatspräsidenten gewinnt der konservative Kandidat Macri.[75]
- Krim/Ukraine: Unbekannte kappen durch Sprengungen mehrere Stromleitungen, die vom ukrainischen Binnenland auf die Halbinsel Krim führen, sodass die dortigen Bewohner weitestgehend von der Elektrizitätsversorgung abgeschnitten sind. Spezialisten des ukrainischen Energieversorgers Ukrenergo werden durch Krimtataren an der Instandsetzung gehindert.[76]
- Kuala Lumpur/Malaysia: Auf dem ASEAN-Gipfeltreffen beschließen die Mitgliedsstaaten mit Wirkung zum 31. Dezember 2015 die Gründung der Wirtschaftsgemeinschaft ASEAN Economic Community (AEC). Die Wirtschaftspolitik in der Region soll dadurch stärker abgestimmt werden.[77]
- Myitkyina/Myanmar: Bei einem Erdrutsch in einer Jademine der Triple One Jade Mining Company in Hpakant im Kachin-Staat kommen mindestens 90 Menschen ums Leben. Weitere 100 werden vermisst.[78]

### Montag, 23. November 2015
- Brüssel/Belgien: Bei angespannter Sicherheitslage wird im Großraum Brüssel die höchste Terrorwarnstufe um eine Woche verlängert. Allerdings sollen die U-Bahnen ihren Betrieb wieder aufnehmen und Schulen wieder öffnen.[79]
- Hamburg/Deutschland: Mit einem Staatsakt nehmen Spitzen von Staat und Gesellschaft sowie internationale Weggefährten und Freunde in der Hamburger Hauptkirche Sankt Michaelis Abschied von Altkanzler Helmut Schmidt, der vor zwei Wochen verstorben war. Tausende Menschen erweisen dem Ehrenbürger beim anschließenden Trauerzug durch die Innenstadt die letzte Ehre.[80]
- Washington, D.C./Vereinigte Staaten: Das US-Außenministerium warnt seine Bürger vor der weltweiten Gefahr von Terroranschlägen auf Reisen, die besonders von islamistischen Gruppierungen ausgeht.[81]

## Weblinks

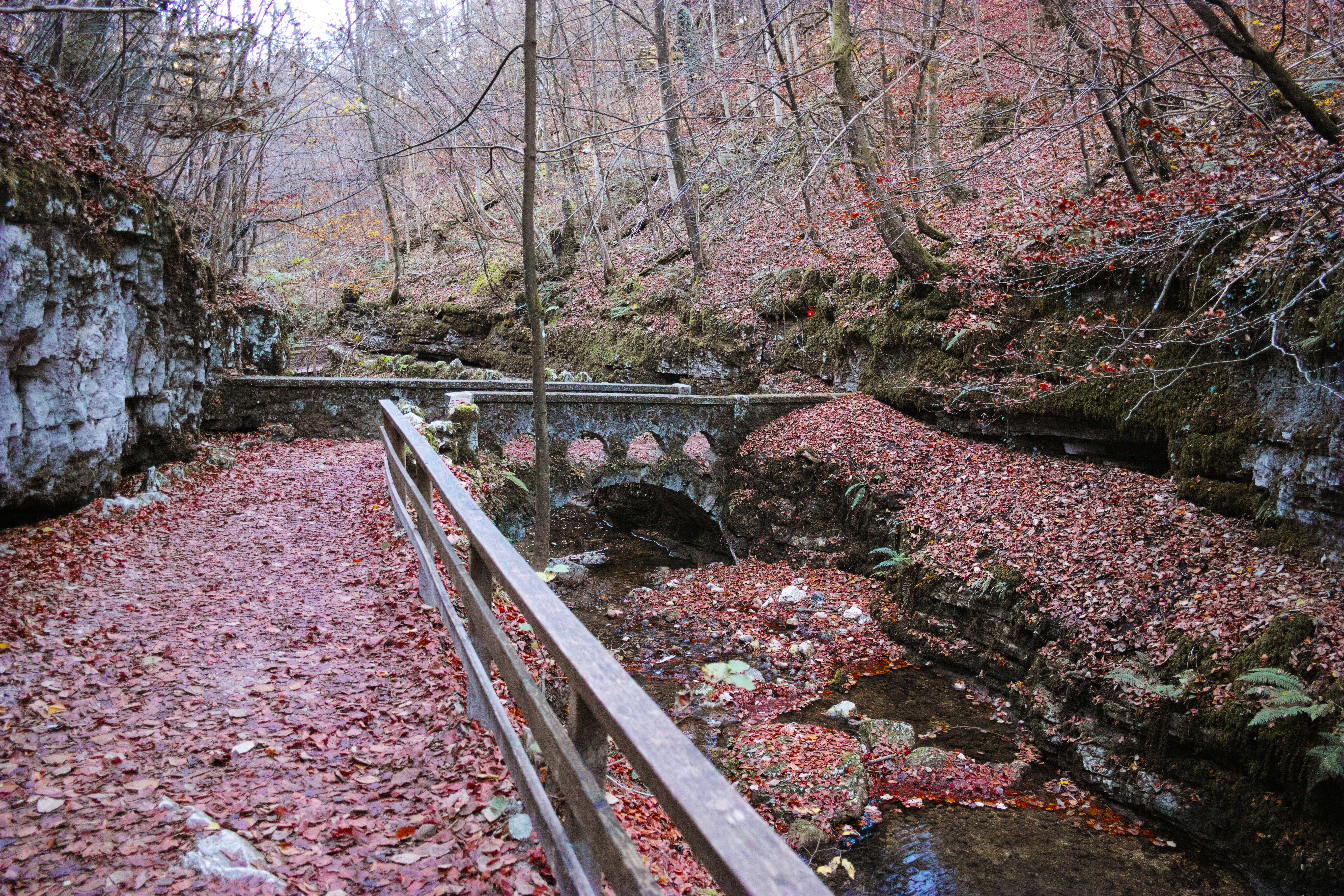
Kanton Solothurn im November 2015

### Dienstag, 24. November 2015

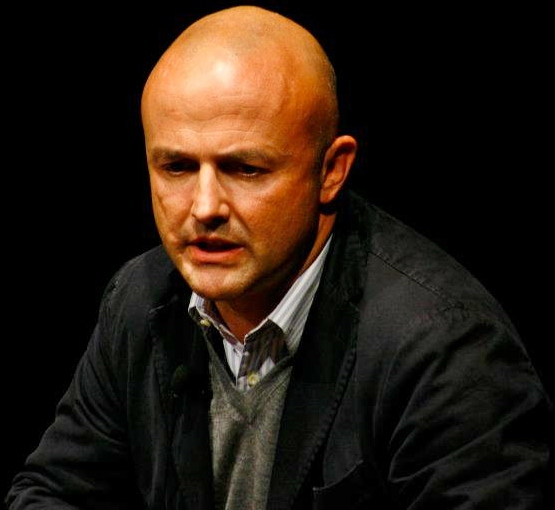
Gianluigi Nuzzi

- Ankara/Türkei: Nach dem Eindringen in den türkischen Luftraum und mehreren außer Acht gelassenen Warnungen schießt die Türkei im türkisch-syrischen Grenzraum einen russischen Kampfjet des Typs Suchoi Su-24 ab. Aufgrund der Verletzung der türkischen Souveränität sowie der Unversehrtheit des türkischen Territoriums kommt die NATO zu einer Sondersitzung zusammen. Russland widerspricht der türkischen Darstellung und ist der Ansicht, das Flugzeug sei die ganze Zeit im syrischen Luftraum unterwegs gewesen. Angaben turkmenischer Rebellen im syrischen Grenzgebiet zufolge ist einer der beiden russischen Piloten getötet worden, der zweite werde vermisst.[82]
- Tunis/Tunesien: Bei einem Bombenanschlag auf einen Bus, in dem Mitglieder der Garde des tunesischen Präsidenten unterwegs sind, kommen mindestens ein Dutzend Personen ums Leben.[83]
- Vatikanstadt: Wegen unerlaubter Veröffentlichung vertraulicher Dokumente über finanzielle Missstände im Vatikan, beginnt vor dem Gerichtshof des Vatikanstaates der Prozess gegen die zwei italienischen Journalisten Gianluigi Nuzzi und Emiliano Fittipaldi, den Prälaten Lucio Ángel Vallejo Balda, der sich in Untersuchungshaft befindet, die PR-Agentin Francesca Chaouqui sowie Nicola Maio. Nuzzi bezeichnet den Prozess als „kafkaesk und absurd“, Fittipaldi betont, dass er der EMRK und dem Prinzip der Medien- und Meinungsfreiheit widerspreche. Kritik kommt auch seitens der OSZE und breiten Kreisen der Zivilgesellschaft.[84]
- Essen/Deutschland: Der peruanische Landwirt und Bergführer Saúl Lliuya reicht beim Landgericht Essen Klage gegen den Energiekonzern RWE ein. Er macht das Unternehmen für Klimafolgeschäden in seiner Heimat verantwortlich und verlangt einen finanziellen Ausgleich.

### Mittwoch, 25. November 2015
- Berlin/Deutschland: Verteidigungsministerin Ursula von der Leyen kündigt an, im Rahmen der United Nations Multidimensional Integrated Stabilization Mission in Mali (MINUSMA) bis zu 650 Soldaten zur Friedenssicherung in den westafrikanischen Staat Mali zu entsenden.[85]
- Frankfurt am Main/Deutschland: Die Ausgabe von 20-Euro-Banknoten der zweiten Serie beginnt.[86]
- Lissabon/Portugal: Nach dem erzwungenen Rücktritt der konservativen Minderheitsregierung von Pedro Passos Coelho (Partido Social Democrata) wird António Costa (Partido Socialista) mit der Regierungsbildung beauftragt.[87]
- Nairobi/Kenia: Zum Auftakt seines Afrikabesuches fordert Papst Franziskus vor Präsident Uhuru Kenyatta und weiteren Regierungsmitgliedern, die kenianische Führung müsse mehr für die Bekämpfung von Armut und Ungleichheit tun und sich integer und transparent für das Allgemeinwohl einsetzen.[88]
- Straßburg/Frankreich: Der Europäische Gerichtshof für Menschenrechte entscheidet, dass das Tragen eines Kopftuchs nicht zu den Menschenrechten zählt. Wer für den französischen Staat arbeitet, darf sich nicht verhüllen oder verschleiern, bestätigt der Europäische Gerichtshof für Menschenrechte.[89]

### Donnerstag, 26. November 2015
- Brüssel/Belgien: Nach einer Neubewertung der Terrorgefahr verkündet Premierminister Charles Michel nach einer Sitzung des Sicherheitskabinetts, die Terrorwarnstufe im Großraum Brüssel abzusenken.[90]
- Nairobi/Kenia: Mit einer emotionalen Ansprache am Sitz des Umweltprogramms der Vereinten Nationen (UNEP) in Nairobi warnt Papst Franziskus vor einem Scheitern der internationalen Klimakonferenz COP 21 in Paris, die in einigen Tagen stattfinden soll.[91]

### Freitag, 27. November 2015
- Berlin/Deutschland: In einer gemeinsamen Erklärung kündigen Verteidigungsministerin Ursula von der Leyen und Außenminister Frank-Walter Steinmeier die militärische Unterstützung Frankreichs im Kampf gegen den Islamischen Staat (IS) in Syrien an. Hierzu sollen eine Fregatte zum Schutz des französischen Flugzeugträgergeschwaders sowie Aufklärungsflugzeuge vom Typ Tornado und Tankflugzeuge der Luftwaffe eingesetzt werden.[92]
- Entebbe/Uganda: Im Rahmen seiner Afrikareise trifft Papst Franziskus im ugandischen Entebbe ein. Beim Empfang von Staatspräsident Yoweri Museveni mahnt der Papst die Führung des Landes an, für eine Sicherstellung der gerechten Verteilung von Gütern zu sorgen.[93]
- Lagos/Nigeria: Bei einer Attacke im Golf von Guinea rund 30 Kilometer vor der nigerianischen Küste bringen Piraten das unter der Flagge Zyperns fahrende polnische Containerschiff Szabo unter ihre Kontrolle.[94]
- Paris/Frankreich: Mit einem Staatsakt gedenkt Frankreich der Opfer der Terroranschläge von Paris und bekräftigt gleichzeitig seine republikanischen Werte sowie die Identität des Landes.[95]

### Samstag, 28. November 2015
- Düsseldorf/Deutschland: In der ESPRIT arena gewinnt der Pflichtherausforderer der WBA, der Brite Tyson Fury, gegen den Ukrainer Wladimir Klitschko einstimmig nach Punkten. Klitschko verliert somit nach über neun Jahren alle seine vier Weltmeistertitel.[96]
- Skopje/Mazedonien: Um Wirtschaftsflüchtlinge an der Weiterreise in ihre Zielländer in Mittel- und Nordeuropa zu hindern, wo deren Chancen sinken, Asyl zu beantragen, beginnt Mazedonien mit dem Bau eines Grenzzaunes an der Südgrenze zu Griechenland. Viele an der Weiterreise abgewiesene Migranten versuchen mit spektakulären Aktionen, ihre Durchreise zu erzwingen, indem sie beispielsweise den Verkehr blockieren.[97]

### Sonntag, 29. November 2015

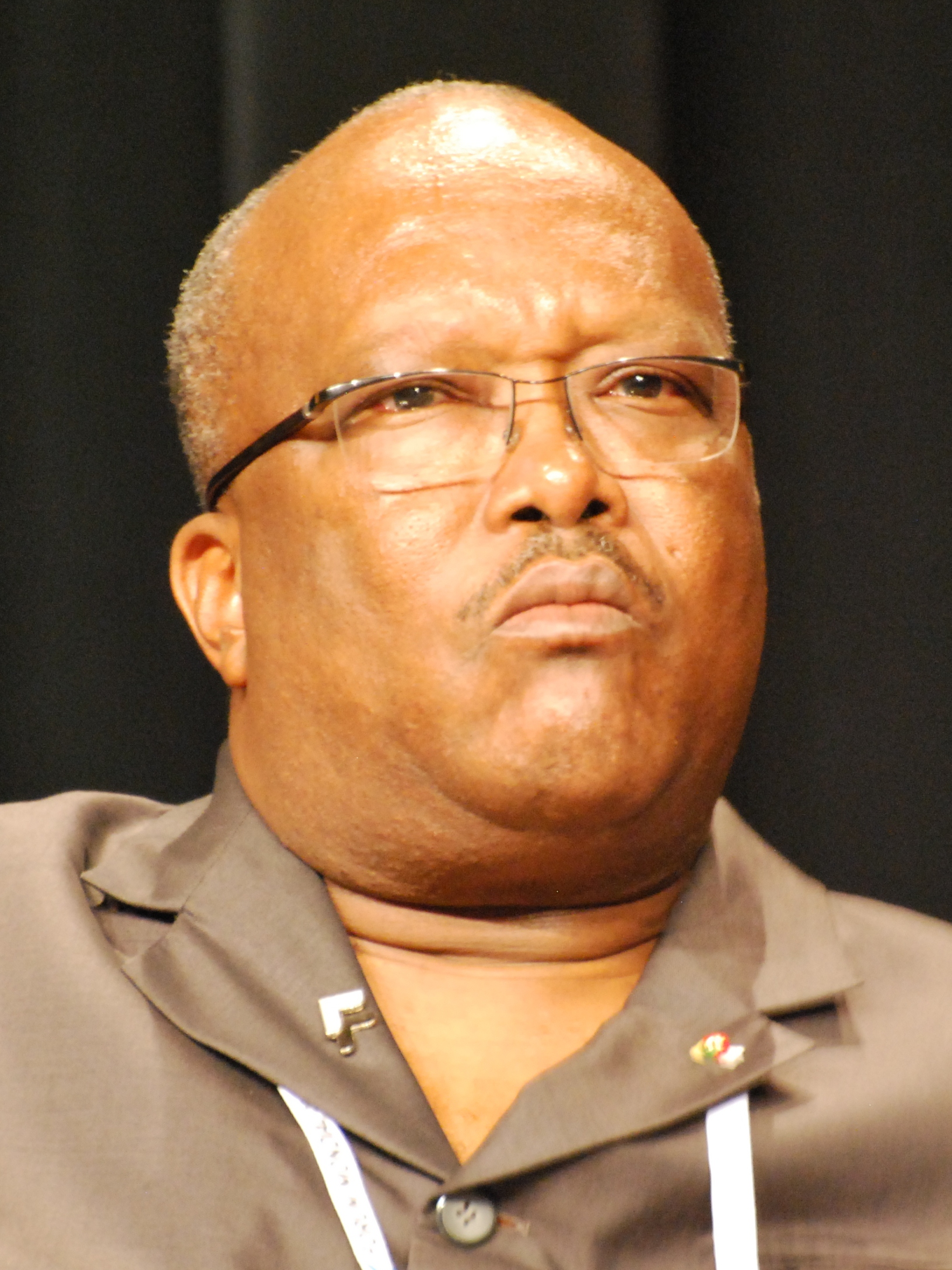
Roch Marc Kaboré (2012)

- Bangui/Zentralafrikanische Republik: Zum Abschluss seiner Afrikareise besucht Papst Franziskus zum ersten Mal ein Krisengebiet. Seine Route findet unter strengsten Sicherheitsvorkehrungen statt und wird durch Hunderte Blauhelmsoldaten abgesichert. Das Oberhaupt der Katholischen Kirche ruft vor dem Hintergrund der anhaltenden Gewalt in dem Binnenstaat zu Toleranz und Vergebung auf und eröffnet das Heilige Jahr der Versöhnung und Vergebung.[98]
- Gent/Belgien: Mit einem 3:1-Sieg gewinnt Großbritannien das 104. Davis-Cup-Finale gegen den Gastgeber aus Belgien.[99]
- Hamburg/Deutschland: Die Bürger Hamburgs lehnen im Olympia-Bürgerschaftsreferendum eine Fortsetzung der Bewerbung für die Olympischen Sommerspiele 2024 mit 51,6 gegenüber 48,4 Prozent der gültigen Stimmen ab. Die Wahlbeteiligung ist mit 50,1 Prozent für einen Bürgerentscheid überraschend hoch.[100] Fehlende Finanzierungszusagen seitens des Bundes haben den Olympiagegnern in die Hände gespielt.[101]
- Moskau/Russland: Als Reaktion auf den Abschuss eines Su-24-Bombers durch die türkischen Streitkräfte ordnet Präsident Wladimir Putin Strafmaßnahmen gegen die Türkei an. Die Sanktionen reichen vom Importstopp von Waren über ein Verbot von Charterflügen in die Türkei bis zum Einstellungsstopp türkischer Arbeitskräfte in der Russischen Föderation.[102]
- Ouagadougou/Burkina Faso: Bei den Präsidentschafts- und Parlamentswahlen wird Roch Marc Kaboré bereits im ersten Wahlgang zum neuen Staatsoberhaupt gewählt.[103]

### Montag, 30. November 2015
- Paris/Frankreich: Zu Beginn der UN-Klimakonferenz (COP 21) treffen über 150 Staats- und Regierungschefs zusammen. Zum Auftakt gedenken sie der Opfer der Terroranschläge in Paris und bekunden ihre Solidarität mit dem Gastgeberland.[104]
- Washington, D.C./Vereinigte Staaten: Der Internationale Währungsfonds (IWF) gibt bekannt, die Währung der Volksrepublik China, Renminbi (auch Yuan genannt), ab 1. Oktober 2016 in den Währungskorb aufzunehmen und diese neben dem US-Dollar, Euro, Yen und britischem Pfund als fünfte Weltreservewährung für Sonderziehungsrechte (SZR) zu nutzen. IWF-Direktorin Christine Lagarde spricht von einem „Meilenstein der Integration der chinesischen Wirtschaft in das globale Finanzsystem“.[105]